# ريتشارد مورغان
ريتشارد مورغان (بالإنجليزية: Richard K. Morgan) (و. 1965  م) هو كاتب، وكاتب سيناريو، وروائي، وكاتب خيال علمي، من المملكة المتحدة، ولد في لندن.

## التعليم
تعلم في كلية كوينز (كامبريدج).

## جوائز وترشيحات
حصل على جوائز منها:
- جائزة آرثر سي كلارك، عن عمل: Black Man (novel) [الإنجليزية]‏ (2008)
- جائزة جون دبليو كامبل التذكارية لأفضل رواية خيال علمي، عن عمل: Market Forces [الإنجليزية]‏ (2005)
- Philip K. Dick Award [الإنجليزية]‏، عن عمل: Altered Carbon [الإنجليزية]‏ (2003).

ترشح لـ:
- جائزة آرثر سي كلارك، عن عمل: Black Man (novel) [الإنجليزية]‏ (2008)
- جائزة لوكوس لأفضل رواية خيال علمي  [لغات أخرى]‏، عن عمل: Black Man (novel) [الإنجليزية]‏ (2008)
- جائزة آرثر سي كلارك، عن عمل: Market Forces [الإنجليزية]‏ (2005)
- Locus Award for Best First Novel [الإنجليزية]‏، عن عمل: Altered Carbon [الإنجليزية]‏ (2003)
- Philip K. Dick Award [الإنجليزية]‏، عن عمل: Altered Carbon [الإنجليزية]‏ (2003).

## وصلات خارجية
- ريتشارد مورغان على موقع IMDb (الإنجليزية)
- ريتشارد مورغان على موقع ميوزك برينز (الإنجليزية)
- ريتشارد مورغان على موقع إن إن دي بي (الإنجليزية)
- ريتشارد مورغان على موقع قاعدة بيانات الفيلم (الإنجليزية)